# Bohumír Polách
Bohumír Polách původním příjmením Skočovský (8. listopadu 1899 Brno – 11. prosince 1979 Brno) byl moravský úředník, prozaik, textař a dramatik. Na raných dílech spolupracoval s Františkem Kožíkem.

## Život

### Dětství a adopce
Pokřtěn byl jako Bohumír Josef Skočovský, syn notářského kancelisty Antonína Skočovského (1855–1916) a jeho manželky Marie, rozené Kopřivové (1866–1952). Poté, co jeho otec v roce 1916 zemřel, se jeho matka podruhé vdala, v roce 1920 si vzala ruského legionáře a důstojníka československé armády Cyrila Polácha, který Bohumíra adoptoval.

### Studia a 1. světová válka
Studoval na obchodní akademii v Brně. V době studií se již věnoval amatérskému divadlu ve spolku Mošna v Žabovřeskách. V roce 1917 musel studia přerušit, narukovat a byl odeslán na frontu.

### ČSR a Protektorát
Maturoval v roce 1919 a byl až do roku 1954 zaměstnán jako bankovní úředník. V roce 1922 vystoupil z římskokatolické církve. Ve 30. letech ho Václav Jiřikovský (tehdy ředitel brněnského Zemského divadla) vyzval ke spolupráci. Bohumír Polách vytvořil autorskou dvojici se spisovatelem Františkem Kožíkem, který v ní publikoval pod pseudonymem Jiří Žalman. Spolu napsali především řadu operet a písňových textů. Ve své době byla tato díla úspěšná, některá byla zfilmována, vesměs byla uvedena na předních operetních scénách; kritikou byla přijímána spíše vlažně.

### Po roce 1945
V roce 1945 vstoupil Bohumil Polách do KSČ a jeho život se zpolitizoval. Změna v díle Bohumíra Polácha v poválečném období byla natolik zřejmá, že i Rudé právo později označilo rok 1945 v jeho díle za „jasný předěl“.
V roce 1946 se podílel na volební kampani a v letech 1948–1952 pracoval v brněnských akčních výborech. V letech 1947–1948 byl členem Moravského kola spisovatelů. Od roku 1952 žil v Praze. Zde byl od roku 1954 do roku 1961 ředitelem Českého literárního fondu. Po odchodu do důchodu žil v Brně, kde též zemřel.

### Ocenění
- Román Návrat Jiřího Skály obdržel v roce 1958 výroční cenu nakladatelství Mladá fronta[8]
- Vyznamenání Za zásluhy o výstavbu (1961)[9]

## Dílo

### Próza (první vydání)
- Prolhaný úředník Kloc (humoristický román, Sfinx, Bohumil Janda, 1943 a Brno, Družstvo MKS, 1948)
- Srub radosti (román pro chlapce, ilustrace Emil Posledník, Praha, Gustav Voleský, 1944 a SNDK, 1958 a 1964, ilustrace Jiří Kalousek)
- Návrat z jedné války (Brno, Tiskové a vydavatelské podniky Zář, 1947)
- Slovo mají Křížové (Humoristický román, Praha, Alois Hynek, 1948 a Brno, Blok, 1975)
- Stopy vedou k Mrákotínu (propagandistická verze události v Babicích, Praha, Mladá fronta [MF], 1956)
- Rozpaky podplukovníka Prokopa (Karel Teissig, Praha, MF, 1957; Naše vojsko [NV], 1960; Československý spisovatel, 1975)
- Návrat Jiřího Skály (Praha, MF, 1959 a 1960; též přeloženo do ruštiny 1962)
- Město v temnotách (Praha, NV, 1960)
- Švýcarský Robinson (Původní autor Johann David Wyss, volně převyprávěl Bohumír Polách, ilustroval Josef Kremláček, Brno, Blok, 1973 a 1987; Třebíč, Akcent, 1997; Praha, Stanislav Juhaňák-Triton, 2017)

### Operety
- Mé štěstí má zlaté vlasy (opereta, hudba J. Loukota, uvedlo Národní divadlo moravskoslezské 1940)[10]

S Františkem Kožíkem
- Apropo, co dělá Andula? Revuální op. o 3 jednáních, hudba Jaromír Weinberger, Praha, Thalia, (Josef Dolejší), 1935. Tiskem vydány samostatně písně (vydal Ferry Kovařík): Apropó, co dělá Andula? (fox), Když se láska v srdci skrývá (waltz), Napravo-nalevo? (fox), Pojď, mé děvče, s námi (weekendová píseň), Spinkej, broučku můj (slow-fox), Srdce mé po tvé lásce touží (tango)
- Na růžích ustláno (op. o 3 jednáních, hudbu složil Jaromír Weinberger; Praha, Evžen J. Rosendorf, 1935). Tiskem vydány samostatně písně (vydal Ferry Kovařík, Praha): Muž je pánem světa (šlapák), Oceán růží (waltz), Všem ale dát vale--
- Přijde jaro, přijde (hudba Jaroslav Jankovec). Tiskem vydány samostatně písně (Praha, Ferry Kovařík): Láska je jak motýl, Sedmkrát měl jsem rád (pochodový fox)
- Císař pán na třešních (hudba J. Weinberger, Praha, Mojmír Urbánek, 1937). Tiskem vydány samostatně písně (vydal M. Urbánek): Dobrou noc, děvčátko (slow-fox), I starý hřeší (valčík), Šel tatínek za maminkou (one-step), V Mariánském údolí (valčík), Vojáčku, přijď za mnou v neděli (pochod), Všechno, o čem se může zdát (tango), Dobrou noc, děvčátko(slow-fox)
- Za humny je veselo! (lidová op. o 3 jednáních, hudbu složil Jindřich Loukota, Brno, Tylův odkaz, 1941). Tiskem vydány samostatně písně (M. Urbánek, Praha, 1940): Píseň o malém námořníčku, Kdybych přešel všechny hory, Pletu si věneček, To naše chudičké předměstí (waltz), Víc, než láska (tango)
- Láska pro housle, cello a klavír – 1938, rozhlasová op., hudba Franta Eduard, Praha, R. A. Dvorský. Tiskem samostatně vydány písně: Jen tebe, princezno má (tango), Odpověz mi na otázku (tango).

### Operní libreta – s Františkem Kožíkem
- Horník Pavel (hudba Vilém Petrželka, 1939)
- Pohádka máje (hudba Jaroslav Kvapil, složeno 1940–1943)

### Činohry
- Dobrý voják Švejk po 250 letech (Bohumír Polách a František Klika [1896–1956], premiéra 1933, Brno-Veveří)[11]
- Muž v pozadí (Basil Zacharov) hra o pěti obrazech, Praha, Alois Neubert, 1948
- Rozum do hrsti: veselohra z naší vesnice o 3 dějstvích, Praha, Osvěta, 1951
- Vrah jsem já! (Případ Grimm) detektivní hra o třech dějstvích, Praha, A. Neubert, 1942 a Československé divadelní a literární jednatelství, 1957
- Bouřlivé dny: hra o 5 obrazech, Brno: Státní divadlo, 1957?

S Františkem Kožíkem
- Pět procent života: hra o 8 obrazech
- Láska a box: veselohra o 3 jednáních, Praha, František Švejda, 1937
- Neznámý vojín žije!: uvedla divadla v Praze, Brně a Ostravě, 1937[12]

### Filmografie – s Františkem Kožíkem
- 1934 – Na růžích ustláno (opereta, autor námětu, skladatel Jaromír Weinberger, režie Miroslav Cikán, hlavní role Jindřich Plachta, Antonie Nedošinská, Maria Tauberová, Lída Baarová)
- 1934 – Rozpustilá noc (autor textu písně se Sašou Razovem, režie Vladimír Majer, hlavní role Truda Grosslichtová, Oldřich Nový)
- 1937 – Kříž u potoka (autor scénáře s Evou Vrchlickou, režie Miroslav Jareš, hlavní role Jiřina Štěpničková a Vítězslav Vejražka)
- 1938 – Lucerna (autor scénáře s Václavem Wassermanem, režie Karel Lamač, hlavní role Otomar Korbelář, Jarmila Kšírová, Jarmila Beránková)

### Písňové texty vydané tiskem
Společně s Františkem Kožíkem, hudba Jindřich Loukota (1908–1972)
- 1935 – Holka, ty jsi hezká! (polka); Jeřáby rudé (waltz); Až budou vonět lípy (polka) – Praha, Ferry Kovářík
- 1935 – Boží muka (lidový valčík, Praha, Jaroslav Stožický)
- 1936 – Dnes naposled; Večer pohádkový (tango) – Praha, Jan Švehla
- 1937 – Tys to zavinila (polka, Praha, R. A. Dvorský); Odešla láska (tango, Brno, Jar. Stožický)
- 1938 – Až se budeme brát (lidový valčík též 1943); Truc-polka (polka); Zaťukej, hochu můj (pochodová píseň); Zavolej mne zase zpátky (tango); Až se budeme brát (valčík) – Brno, Jar. Stožický
- 1939 – Nebudu ti říkat Mary (polka); Loukotovo album; Polka selské chasy – Brno, Jar. Stožický
- 1940 – Dobrý den (swing-fox); Já mám chlapce ze Škodovky (pochodová píseň); Já mám chlapce ze Zbrojovky (pochodová píseň, mezi 1940–1945); Já mám ráda jenom ševce (ševcovská polka, mezi 1940–1945); Maminko, já Tě mám rád (valčíková píseň, též 1942, 1944); Mé štěstí má zlaté vlasy (swing-fox, též 1942); Měl jsem Vás tak rád (slow-fox, též 1944); To už je dávno (waltz); Akšudil (fox) – Brno, Jar. Stožický
- 1942 – Až bude květnová neděle (lidový valčík, též 1943, 1945); Běžel bych v klusu (swing); Dejž Bůh (píseň); Máš to marný, já ti nevěřím (polka, též 1944); Povídám, povídám pohádku (swing-fox); Staňte se mou královnou! (Tango, též 1942, 1943, 1945); Zeptám se hvězd (slow-fox, též 1945) – Brno, Jar. Stožický
- 1943 – Čekám na Vás (waltz); Dejž Bůh (píseň, též 1944); Do tebe jsem zaklel svoji lásku (píseň a slow-fox); Já se divím (foxtrot, též 1945); Starý koráb (waltz); Vám to dneska sluší (foxtrot, též 1945) – Brno, Jar. Stožický
- 1944 – Nepřísahej na žádnou lásku (tango); Sbohem buď, moje lásko (tango) – Brno, Jar. Stožický
- 1946 – Boží Muka (tango); U Rokycan: dobřívská polka – Brno, Jar. Stožický
- 1947 – Láska se ráda vrátí (slow, Brno, Jar. Stožický)
- 1948 – Když jsme se líbali nad Prahou (waltz); U Rokycan (polka) – Brno, Jar. Stožický

Společně s Františkem Kožíkem, hudba jiní skladatelé
- 1935 – Ztratil jsem srdce v Praze (pochodová písnička, hudba Josef Petzný, Brno, J. Petzný); Polka pro dva (Karel Vacek, Praha, R. A. Dvorský)
- 1936 – Červené výložky (vojenská pochodová píseň, hudba František Zita, Brno, Jar. Stožický); Za vodou (polka, hudba Franta Eduard; Praha, R. A. Dvorský)
- 1937 – Král má také srdce (tango, hudba Franta Eduard, Praha, Zdeněk Vlk); Zpívám o tobě lásko má (tango-serenáda, hudba Ing. Max Tragač, Praha, J. Švehla); Mně se o tobě zdálo (polka, hudba Franta Eduard); Tys to zavinila (polka, hudba Franta Eduard) – Praha, R. A. Dvorský
- 1938 – Bílá jachta (waltz, hudba Pavel Milan); Proč pláčeš, Juanito? (tango, hudba Pavel Milan, též 1944) – Brno, Jar. Stožický

- 1939 – Naše země je maličká (tango, hudba Jan Plichta, Praha, R. A. Dvorský); Zavolej mne zase zpátky (tango); Ten, kdo má daleko cíl (pochodová písnička, hudba Jan Plichta) – Zavolej mne zase zpátky (tango) – Zavolej mne zase zpátky (tango, Brno, Jan Stožický);

- 1940 – Chopinovo lento (Fryderyk Chopin, upravil Štěpán Hlína, Praha, Melantrich); Já mám dneska svátek (Ada Siegl, Praha, František Kudelík); Když jen vítr nocí zpívá (trampské tango, hudba Vladimír Fuka – Pavel Milan, též 1945); Máš-li mne jen trochu ráda (waltz, hudba F. A. Tichý, mezi 1940 a 1950); Nejkrásnější háj (waltz, hudba Antonín Devátý, též 1945); Noc do oken se dívá (tango romance, hudba Pavel Milan, též 1942, 1945); Vzpomeňte, maminko (lidová písnička, hudba Pavel Milan); Už nechci nic, než s tebou žít (waltz, František Lukas); Zpívejte s námi (F. Lukas) – Brno, Jar. Stožický
- 1941 – Nejkrásnější háj (waltz, hudba A. Devátý, Brno, Jar. Stožický, též 1942, 1943)
- 1942 – Jen růži nesu vám (waltz, hudba J. Petzný, Praha, M. Vodička, též 1944); To se mi zdálo (slow-fox, hudba J. Petzný, Praha, M. Vodička); Zítra (chanson, hudba Gerhard Poppe, Praha, R. A. Dvorský); Bílá jachta (waltz, hudba P. Milan, Brno, též 1944); Dneska je neděle (lidový valčík, hudba F. Zita); Dneska jsem tě zradila (fox, hudba A. Devátý); Já a moje trumpeta (pochod, hudba F. Zita, též 1944); Vzpomeňte, maminko (lidová písnička, hudba Pavel Milan, též 1945) – Brno, Jar. Stožický
- 1944 – Když jen vítr nocí zpívá (trampské tango, hudba Vladimír Fuka); Nejkrásnější háj (waltz, hudba A. Devátý, též 1946) – Brno, Jar. Stožický
- 1946 – Láska kráčí kolem nás (waltz, hudba A. Devátý, Brno, J. Stožický)
- 1947 – Já budu čekat (waltz, hudba A. Devátý, Brno Jar. Stožický)